# Soilwork
Soilwork ist eine schwedische Melodic-Death-Metal-Band aus Helsingborg.
Die Band zählt mit In Flames, At the Gates und Dark Tranquillity zu den stilprägenden Bands des Genres. Charakteristische Merkmale der jüngeren Bandgeschichte sind klare Vokal-Parts und die Keyboardmelodien, die in Liedern wie Light the Torch oder As We Speak einen großen Teil der Musik ausmachen.

## Geschichte
Die Band wurde Ende 1995 als Inferior Breed gegründet, bevor sie 1997 ihren Namen in „Soilwork“ änderte. Schon die ersten beiden von Listenable Records veröffentlichten Alben waren erfolgreich, aber der Durchbruch kam 2001 mit A Predator’s Portrait, dem ersten Album der Band, das bei Nuclear Blast veröffentlicht wurde. 2002 und 2003 folgten im Jahresrhythmus die Alben Natural Born Chaos und Figure Number Five. 2005 wurde das nächste Studioalbum Stabbing the Drama veröffentlicht. Nach der anschließenden Tour verließ Gitarrist und Haupt-Songwriter Peter Wichers im Dezember 2005 die Band, um sich der Musikproduktion zu widmen.
Gleichzeitig zu Wichers Abschied wurde bekanntgegeben, dass Schlagzeuger Dirk Verbeuren, der vorher nur als Sessionmusiker bei Soilwork spielte, nun als Vollmitglied der Band beitritt. 2007 wurde Daniel Antonsson von Pathos und Dimension Zero als neuer Gitarrist vorgestellt. Er hatte bereits auf einigen Konzerten der letzten Tour mit Soilwork gespielt. Am 22. Oktober 2007 erschien mit Sworn to a Great Divide ein weiteres Album von Soilwork. Die Songs wurden hauptsächlich von Strid geschrieben, Antonsson und Frenning waren an rund der Hälfte der Stücke beteiligt, Karlsson wirkte nur an dem Stück Sick Heart River mit. Das Album platzierte sich in der ersten Woche auf Platz 148 der US-amerikanischen Billboard Charts.
Im Februar 2008 verließ Gitarrist Ola Frenning die Band, da er nach eigenen Angaben nicht mehr mit der zunehmenden Live-Präsenz der Band zurechtkam. Als Ersatzmann für die laufende Tour wurde David Andersson vorgestellt.
Mitte September 2008 wurde Peter Wichers’ Rückkehr zur Band bekanntgegeben. Außerdem wurde Sylvain Coudret, Dirk Verbeurens Bandkollege in der französischen Extrem-Metal-Band Scarve, als neuer Gitarrist präsentiert. Im Zuge dessen trennte sich die Band wieder von Daniel Antonsson.
Am 2. Juli 2010 erschien ihr neues Album unter dem Namen The Panic Broadcast. Es ist das erste, auf dem Sylvain Coudret zu hören ist und wurde von Peter Wichers produziert.
Am 26. Juni 2012 gab die Band auf ihrer Facebook-Seite bekannt, dass Gitarrist Peter Wichers Soilwork aufgrund von „kreativen Differenzen“ verlassen hat. Er wurde durch das langjährige Tourmitglied David Andersson ersetzt.
Das neunte Studioalbum The Living Infinite wurde in Europa am 1. März 2013 als Doppel-CD mit 20 neuen Stücken veröffentlicht. Die erste Single Spectrum of Eternity wurde am 20. Dezember 2012 über den YouTube-Kanal von Nuclear Blast veröffentlicht und zum kostenlosen Download angeboten. The Living Infinite erhielt sehr gute Kritiken und wurde z. B. vom deutschen Szene-Magazin Metal Hammer zum Album des Monats März 2013 gekürt. Das Album setzte sich dabei gegen namhafte Konkurrenz wie Long Distance Calling, Saxon oder Pothead durch, die im selben Monat Neuveröffentlichungen auf den Markt brachten.
Im Juli 2016 verließ Dirk Verbeuren die Band, um Megadeth als permanenter Schlagzeuger beizutreten. Im April 2017 teilte die Band mit, Bastian Thusgaard, der die Band bereits 2016 live unterstützte, als neuen Schlagzeuger verpflichtet zu haben.

## Diskografie
Studioalben

| Jahr | Titel Musiklabel                          | Höchstplatzierung, Gesamtwochen, AuszeichnungChartplatzierungen (Jahr, Titel, Musiklabel, Platzierungen, Wochen, Auszeichnungen, Anmerkungen) | Höchstplatzierung, Gesamtwochen, AuszeichnungChartplatzierungen (Jahr, Titel, Musiklabel, Platzierungen, Wochen, Auszeichnungen, Anmerkungen) | Höchstplatzierung, Gesamtwochen, AuszeichnungChartplatzierungen (Jahr, Titel, Musiklabel, Platzierungen, Wochen, Auszeichnungen, Anmerkungen) | Höchstplatzierung, Gesamtwochen, AuszeichnungChartplatzierungen (Jahr, Titel, Musiklabel, Platzierungen, Wochen, Auszeichnungen, Anmerkungen) | Höchstplatzierung, Gesamtwochen, AuszeichnungChartplatzierungen (Jahr, Titel, Musiklabel, Platzierungen, Wochen, Auszeichnungen, Anmerkungen) | Höchstplatzierung, Gesamtwochen, AuszeichnungChartplatzierungen (Jahr, Titel, Musiklabel, Platzierungen, Wochen, Auszeichnungen, Anmerkungen) | Anmerkungen                            |
| Jahr | Titel Musiklabel                          | DE | AT | CH | US | SE | FI | Anmerkungen                            |
| ---- | ----------------------------------------- | --- | --- | --- | --- | --- | --- | -------------------------------------- |
| 1998 | Steelbath Suicide Listenable Records      | — | — | — | — | — | — | Erstveröffentlichung: 20. Mai 1998     |
| 2000 | The Chainheart Machine Listenable Records | — | — | — | — | — | — | Erstveröffentlichung: 8. Februar 2000  |
| 2001 | A Predator’s Portrait Nuclear Blast       | — | — | — | — | — | — | Erstveröffentlichung: 20. Februar 2001 |
| 2002 | Natural Born Chaos Nuclear Blast          | — | — | — | — | — | — | Erstveröffentlichung: 25. März 2002    |
| 2003 | Figure Number Five Nuclear Blast          | DE52 (1 Wo.)DE | — | — | — | SE59 (1 Wo.)SE | FI23 (2 Wo.)FI | Erstveröffentlichung: 22. April 2003   |
| 2005 | Stabbing the Drama Nuclear Blast          | DE52 (1 Wo.)DE | AT63 (1 Wo.)AT | — | — | SE14 (4 Wo.)SE | FI19 (2 Wo.)FI | Erstveröffentlichung: 28. Februar 2005 |
| 2007 | Sworn to a Great Divide Nuclear Blast     | DE37 (1 Wo.)DE | AT57 (1 Wo.)AT | CH74 (1 Wo.)CH | US148 (1 Wo.)US | SE25 (2 Wo.)SE | FI19 (2 Wo.)FI | Erstveröffentlichung: 19. Oktober 2007 |
| 2010 | The Panic Broadcast Nuclear Blast         | DE24 (2 Wo.)DE | AT47 (1 Wo.)AT | CH60 (1 Wo.)CH | US88 (1 Wo.)US | SE29 (3 Wo.)SE | FI14 (2 Wo.)FI | Erstveröffentlichung: 2. Juli 2010     |
| 2013 | The Living Infinite Nuclear Blast         | DE17 (2 Wo.)DE | AT22 (1 Wo.)AT | CH36 (1 Wo.)CH | US60 (1 Wo.)US | SE19 (4 Wo.)SE | FI10 (2 Wo.)FI | Erstveröffentlichung: 1. März 2013     |
| 2015 | The Ride Majestic Nuclear Blast           | DE30 (1 Wo.)DE | AT37 (1 Wo.)AT | CH49 (1 Wo.)CH | US103 (1 Wo.)US | SE22 (1 Wo.)SE | FI12 (3 Wo.)FI | Erstveröffentlichung: 28. August 2015  |
| 2019 | Verkligheten Nuclear Blast                | DE10 (3 Wo.)DE | AT19 (1 Wo.)AT | CH25 (2 Wo.)CH | — | — | — | Erstveröffentlichung: 11. Januar 2019  |
| 2022 | Övergivenheten Nuclear Blast              | DE15 (2 Wo.)DE | AT35 (1 Wo.)AT | CH20 (1 Wo.)CH | — | SE29 (1 Wo.)SE | FI15 (1 Wo.)FI | Erstveröffentlichung: 19. August 2022  |